# آثار معماری صخره‌ای زورآزما
آثار معماری صخره‌ای زورآزما مربوط به احتمالاً دوران‌های تاریخی پس از اسلام است و در شهرستان کهگیلویه، روستاهای گرما و شا واقع شده و این اثر در تاریخ ۲ آبان ۱۳۸۲ با شمارهٔ ثبت ۱۰۵۷۷ به‌عنوان یکی از آثار ملی ایران به ثبت رسیده است.